# Robert Todd Carroll
Robert Todd Carroll, Ph.D. (1945 – 25 augustus 2016), was een Amerikaanse hoogleraar filosofie en schrijver van boeken en essays die getuigen van wetenschappelijk skepticisme. Zijn grootste bekendheid verwierf hij in 1994 met de online publicatie van The Skeptic's Dictionary.

## Levensloop en opleiding
Carroll schreef zijn dissertatie over de godsdienstige filosofie van Edward Stillingfleet. Deze werd gepubliceerd in 1975. Hij werd in 1974 hoogleraar filosofie aan de University of California, San Diego.
Tot aan zijn pensioen in 2007 was Carroll hoogleraar filosofie aan het Sacramento City College.
Hij is voorstander van wetenschappelijk skepticisme en kritisch denken en richtte in 1994 de website Skeptic's Dictionary op. Aanvankelijk bevatte de site minder dan vijftig artikelen, voornamelijk over drogredenen en pseudowetenschap. De site is uitgegroeid tot enkele honderden artikelen, waaronder vele over het paranormale en het bovennatuurlijke. Er zijn meer dan een miljoen bezoekers per maand. Artikelen uit het woordenboek werden in diverse talen vertaald.
In januari 2010 werd hij lid van het Committee for Skeptical Inquiry. Sommige commentatoren uit de alternatieve wetenschap beschouwen Carroll als pseudoskeptisch wegens zijn vermeende dogmatisme en zijn spottende houding. Richard Milton beschuldigde hem ervan de zaken waartegen hij zich richt verkeerd voor te stellen en de argumenten van zijn opponenten zelf te verzinnen (stropopredenering).
Op 29 mei 2011 voerde Carroll een gesprek over de "Vijf mythen over skeptici" op het 2e jaarlijkse SkeptiCalCon in Berkeley (Californië).
Op 27 maart 2012 verzorgde Carroll een onderdeel van de podcast Skepticality met als titel Unnatural Virtue.

## Publicaties
- Becoming a Critical Thinker – A Guide for the New Millennium, 2nd ed., ISBN 0-536-85934-5.
- Unnatural Acts: Critical Thinking, Skepticism, and Science Exposed!, Los Angeles: James Randi Educational Foundation, 2011, ISBN 1105902196.
- The Skeptic's Dictionary: A Collection of Strange Beliefs, Amusing Deceptions, and Dangerous Delusions, New York: John Wiley & Sons, 2003, ISBN 0-471-27242-6.
- The Common-sense Philosophy of Religion of Bishop Edward Stillingfleet 1635–1699, ISBN 90-247-1647-0. (1974 proefschrift; promotor Richard Popkin, University of California, San Diego)

## Voetnoten
1. ↑  «Robert Todd Carroll (1945 - 2016) Obituary»
2. ↑  Robert Todd Carroll, The common-sense philosophy of religion of bishop Edward Stillingfleet 1635–1699, Nijhoff, 1975
3. ↑  Preface, Skeptic's Dictionary.
4. ↑  'Some Notes on Skepticism' (Reproduced from Suppressed Science Website) in: Skeptical Investigations. Geraadpleegd 15 januari 2013.

- Bibsys: 3102875
- CiNii: DA1639098X
- Gemeinsame Normdatei: 1212935810
- International Standard Name Identifier: 0000 0000 8336 6593
- Library of Congress Control Number: n2003004276
- Bibliotheek van het Japanse parlement: 01234476
- SNAC: w65q6xwq
- Virtual International Authority File: 119999944
- WorldCat: E39PBJgd6K3ctkTdBr9tK98wG3